# نیکولا بلمونته
نیکولا بلمونته (انگلیسی: Nicola Belmonte؛ زادهٔ ۱۵ آوریل ۱۹۸۷) بازیکن فوتبال اهل ایتالیا است.
از باشگاه‌هایی که در آن بازی کرده‌است می‌توان به باشگاه فوتبال پروجا، باشگاه فوتبال اودینزه، باشگاه فوتبال باری، باشگاه فوتبال کاتانیا، و باشگاه فوتبال روبور سیه‌نا اشاره کرد.